# Maria Oliver
Maria Oliver   (segle XVII - Barcelona, 1733) va ser una impressora catalana del segle XVIII que va dirigir una de les impremtes més importants de Barcelona durant 28 anys.
Va treballar al costat del seu marit, Joan Jolis Santjaume, en la fundació de la impremta més antiga de Barcelona, que el 1660 va publicar el primer llibre i el 1679 era una de les més importants de l'època a Barcelona. La producció de la impremta comprenia llibres, gravats, auques, goigs, romanços i estampes, que gaudien d'un ampli mercat a Catalunya i la resta d'Europa.
Es va fer càrrec del taller el 1705, després de la mort del seu marit, i durant 28 anys, fins al 1733, quan va morir. No va firmar mai amb el seu nom, sinó que escrivia "hereus de Joan Jolis", probablement per conservar la clientela. Va haver de liderar la impremta en temps difícils com van ser la guerra de Successió i el règim borbònic. El 1717 estan documentades les greus dificultats econòmiques que va passar. En total va imprimir una quarantena de llibres de tota mena. En morir, l'inventari dels seus béns indica que comptava amb variades eines tipogràfiques com dues premses, lletres de diversos materials i un valuós armari de fusta amb planxes de coure. Joan Jolis i Maria Oliver van tenir tres fills, Maria Rosa; Joan, que liderà la impremta del 1733 al 1759; i Isabel Jolís Oliver, que estigué al capdavant del negoci del 1759 al 1770.